# 元朗 (东阿县公)
元朗（515年—538年11月26日），字士明，河南郡洛阳县（今河南省洛阳市东）人，追尊魏景穆帝拓跋晃玄孙，北魏吏部仆射、齐恒定三州刺史、侍中、司徒公、尚书令、东阿文烈公元顺长子，元魏宗室，北魏、东魏官员。

## 生平
武泰元年（528年），元朗虚龄十三时，父亲元顺被守陵人鲜于康奴杀害。两年后，十五岁的元朗承袭了父亲的爵位东阿县公。虚龄十七时，枕着兵器潜伏了几年的元朗终于等到机会，他亲手杀了鲜于康奴，将鲜于康奴的首级置于父亲墓前祭祀，然后前往朝廷请罪，朝廷嘉许他的行为，不追问罪行。元朗涉猎书籍，担任司徒属，兼任魏郡邑大中正，不久改任司徒府左长史。东魏元象元年岁次戊午十月丁亥朔十九日乙巳（538年11月26日），元朗在邺城住宅被奴仆杀害，虚岁廿四，魏孝静帝元善见派遣大鸿胪卿追赠元朗为使持节、都督冀瀛二州诸军事、中军将军、冀州刺史、尚书右仆射、中正、开国公如故，谥号文贞，十一月丙辰朔廿九日甲申（539年1月4日）迁葬于武城西北皇陵之中。其墓志名为《魏故东阿公元君墓志铭》，出土于河北清河。

## 家庭

### 高祖
- 拓跋晃，北魏恭宗景穆皇帝[1]

### 曾祖
- 拓跋云，北魏侍中、仪同三司、冀雍二州刺史、司徒公、任城康王[1]

### 祖父
- 元澄，北魏吏部仆射、领尚书令、九锡、黄钺、大将军、任城文宣王[1]

### 父亲
- 元顺，北魏吏部仆射、齐恒定三州刺史、侍中、司徒公、尚书令、东阿文烈公[1]

### 兄弟
- 拓跋迪，北周使持节、大将军、济北惠公